# Julio Monteverde
Julio Monteverde (Cartagena, 1973) es un poeta, ensayista y traductor español. Ha colaborado en diversas publicaciones periódicas y colectivas y está especialmente vinculado a la editorial Pepitas de calabaza. 

## Obra
Julio Monteverde ha publicado los libros de poemas La luz de los días (La Torre Magnética, 2002), La llama bajo los escombros (Gens, 2009), y El pasillo de espejos (Ártese quien pueda, 2017); así como las plaquettes: Planetario (2007), Limo, contagio, Australia, trimestre (2011), y Las hojas rojas (2016), germen de lo que posteriormente sería su libro del mismo título publicado por la editorial La estética del fracaso en 2020.
Como ensayista ha publicado el trabajo De la materia del sueño (Pepitas de Calabaza, 2012), dedicado a profundizar en las relaciones entre el sueño y la vida cotidiana; y junto a Julián Lacalle el libro Invitación al tiempo explosivo (Sexto piso, 2018) un manual de juegos caracterizados por el aliento poético.
Como traductor ha realizado ediciones, entre otros, Shelley, Alfred Jarry, Lewis Mumford, René Crevel y André Breton. 
Entre 2000 y 2012 participó en las actividades del Grupo surrealista de Madrid, colaborando regularmente en las revistas Salamandra y el periódico El rapto, así como en todos los libros colectivos del grupo. Durante esos años colaboró de forma especial en el proceso colectivo de experimentación y definición de la idea de materialismo poético. Fruto de estas reflexiones fue su ensayo Materialismo poético, publicado ya en 2021 por Pepitas de Calabaza, donde se propone la práctica sistemática, real y cotidiana, de la poesía como: «forma de reconstrucción de la vida concreta a partir de las relaciones poéticas particulares que se producen en ella».
Entre los años 2007 y 2012 codirigió junto a Manuel Crespo la colección de poesía Las armas milagrosas, y ha impartido diversos cursos y seminarios en la librería Enclave y en la Fundación Fuentetaja.
Recientemente ha realizado la más completa antología de escritos de Antonio de Hoyos y Vinent publicada hasta la fecha, titulada La llama es bella, (Cermi/Cinca, 2020).

### Poesía
- Las hojas rojas, La estética del fracaso, Cartagena, 2021.
- El pasillo de espejos, Ártese quien pueda, Madrid, 2017.
- Casa de Fieras, (junto a Julián Lacalle), Enclave de libros, Madrid, 2013.
- La llama bajo los escombros, Gens Editores, Madrid, 2008.
- La luz de los días, Ediciones de la Torre Magnética, Madrid, 2002.

### Ensayo
- Materialismo poético, Pepitas, Logroño, 2021.
- Invitación al tiempo explosivo, (Junto a Julián Lacalle), Sexto Piso, Madrid, 2018.
- De la materia del sueño, Pepitas de Calabaza Editores, Logroño, 2012.

### Antología
- La llama es bella, Antología de escritos de Antonio de Hoyos, CERMI/CINCA, Madrid, 2020.

### Introducciones y epílogos
- «Maneras de habitar un naufragio», en Saqueadores de espuma, de Lurdes Martínez, El salmón, 2020.
- «La noche que anda sobre la noche», en Los tarahumara, de Antonin Artaud, Pepitas de Calabaza Editores, Logroño, 2018.
- «Alrededor de un poema de Kaspar Hauser», en Kaspar Hauser. Ejemplo de un crimen contra la vida interior del hombre, de Paul Johann Anselm von Feuerbach, Pepitas de Calabaza Editores, Logroño, 2014.
- «La soledad de los infiernos: el Concilio de amor frente al poder»; en Oskar Panizza: El concilio de amor, Pepitas de Calabaza Editores, Logroño, 2014.
- «¡Beaubourg! El tiempo, el lugar, la utopía», en Albert Meister: Beaubourgh, una utopía subterránea, Enclave de Libros, Madrid, 2014.
- «El mito tremendo de Antonio de Hoyos y Vinent», en: Antonio de Hoyos y Vinent: El Monstruo, Pepitas de Calabaza Editores, Logroño, 2009. .
- «Representación de Oskar Panizza», en: Oskar Panizza: Diario de un perro, Pepitas de Calabaza Editores, Logroño, 2007.
- «Introducción al dominio de la libertad absoluta» en: Guillaume Apollinaire: El marqués de Sade, Pepitas de Calabaza Editores, Logroño, 2006.

## Traducciones

#### Del francés
- Los campos magnéticos, de André Breton y Philippe Soupault, Wunderkammer, Girona, 2021.
- La comuna de París, de Edmond de Goncourt, Pepitas de Calabaza, Logroño 2019.
- La muerte difícil, de René Crevel, El paseo editorial, Sevilla, 2019.
- La derrota, de Pierre Minet, Pepitas de Calabaza Editores, Logroño, 2018.
- Selección, introducción, traducción y notas de: Todo Ubú, de Alfred Jarry, Pepitas de Calabaza Editores, Logroño, 2018.
- Selección, introducción, traducción y notas de la antología: VV.AA: El Gran Juego, Textos y declaraciones de la revista Le Grand Jeu (1928-1932), Pepitas de Calabaza Editores, Logroño,2016.

#### Del inglés
- El modo atemporal de construir, de Christopher Alexander, Pepitas de Calabaza Editores, Logroño, 2019.
- La cultura de las ciudades, de Lewis Mumford, Pepitas de Calabaza Editores, Logroño, 2018.
- Ringolevio. Una vida vivida a tumba abierta, de Emmett Grogan, Pepitas de Calabaza Editores, Logroño, 2017.
- En pos del milenio, Revolucionarios milenaristas y anarquistas místicos de la Edad Media; de Norman Cohn; en Pepitas de Calabaza Editores, Logroño, 2015.
- Selección, introducción, traducción y notas de la antología: La necesidad del ateísmo y otros textos de combate, de Percy Bysshe Shelley, Pepitas de Calabaza Editores, Logroño, 2015.

## Enlaces
Entrevista a cargo de Esther Peñas para La Galla Ciencia (27/02/2017)
Entrevista a cargo de Emilia Lanzas para Zasmadrid (11/05/2017)
Amplio artículo sobre so obra poética a cargo de Esther Peñas (23/07/2018)